# Комунар (Владимир)
Комуна́р — мікрорайон міста Владимир, Росія, адміністративно відноситься до Фрунзенського району. Знаходиться на південній околиці міста, на правому березі річки Клязьма. Заснований як селище в 1927 році, перебував в складі Суздальського району Владимирської області, 1 січня 2006 року увійшов в склад міста Владимир.
Населення селища в 2002 році становило 3 208 осіб.
В мікрорайоні працює сільськогосподарське підприємство.
З центром міста мікрорайон з'єднаний автобусним маршрутом.